# NGC 3376
NGC 3376 is een spiraalvormig sterrenstelsel in het sterrenbeeld Sextant. Het hemelobject werd op 19 februari 1863 ontdekt door de Duits-Deense astronoom Heinrich Louis d'Arrest.

## Synoniemen
- UGC 5891
- MCG 1-28-7
- ZWG 38.13
- KARA 443
- NPM1G +06.0259
- PGC 32231